# Fenofibrato
O ácido fenofibrico ou fenofibrato é um fármaco utilizado no tratamento de triglicerídeos elevado.

## Nomes comerciais
- Catalip - Abbot
- TriLipix® - Abbot
- Lipidil - Chiesi (Medicamento de referência);
- Lipanon -  Hypermarcas Farmasa;
- Reducofen - Novaquimica;